# Vịt trắng Bắc Kinh

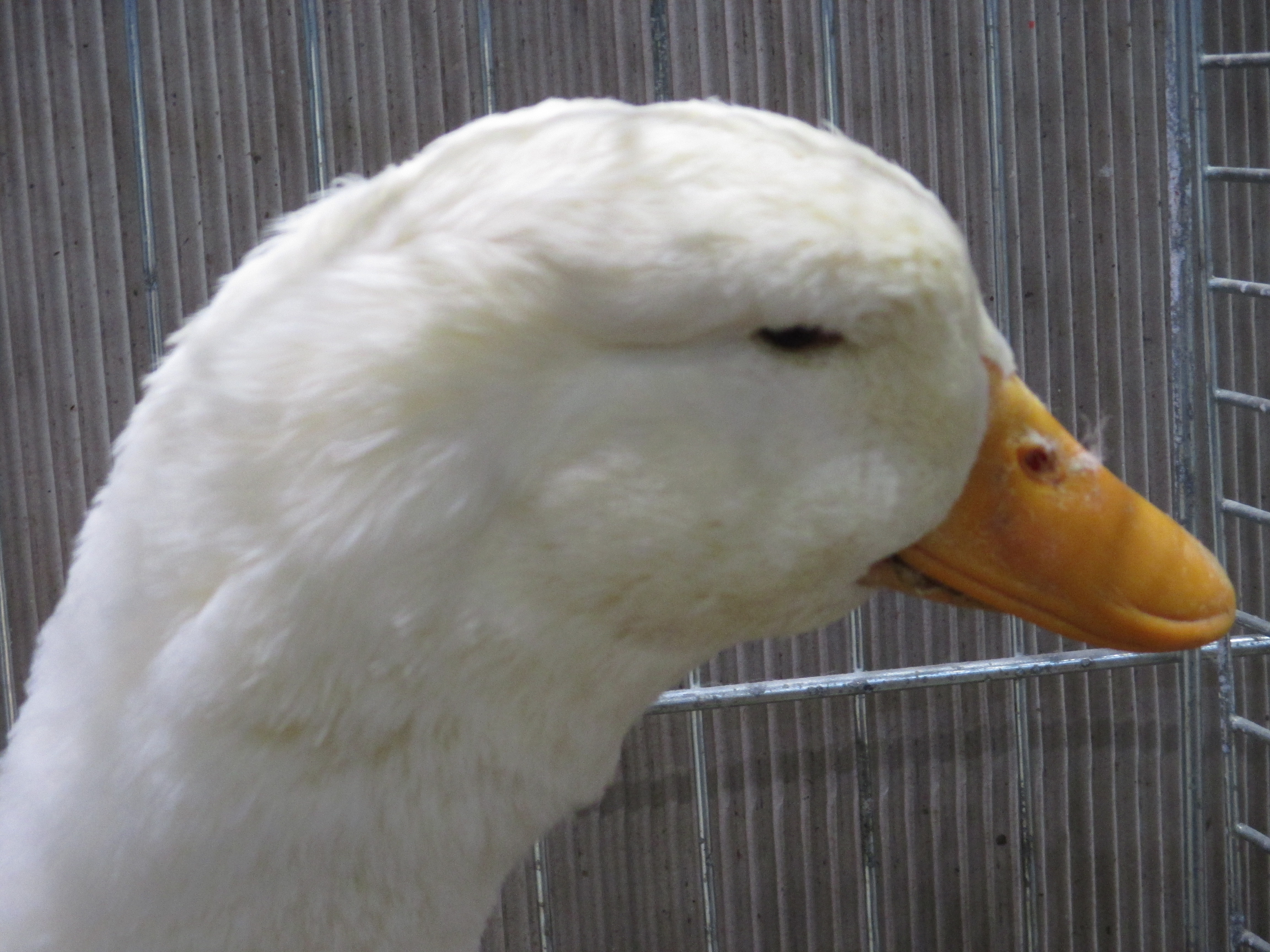
Một cái đầu của con vịt Bắc Kinh trắng

Vịt trắng Bắc Kinh hay vịt Bắc Kinh-Đức, tên tiếng Anh là German Pekin, tiếng Đức: Deutsche Pekingente là giống vịt nhà ở châu Âu. Nó thường được gọi đơn giản là vịt Bắc Kinh hoặc vịt Bắc Kinh trắng. Nó là một giống khác với giống vịt Bắc Mỹ (vịt Bắc Kinh Mỹ), cũng thường được biết đến với cùng tên. Nó được nhân giống ở châu Âu từ các giống thủy cầm có nguồn gốc ở Trung Quốc và Nhật Bản và được phân bố ở nhiều nước châu Âu.

## Lịch sử
Con vịt trời có lẽ đã thuần hóa ở Trung Quốc trước năm 1000 sau Công nguyên. Việc cho ăn vịt được ghi chép từ thế kỷ thứ mười, dưới triều đại Ngũ Triều Đại, người Trung Quốc là những người nuôi vịt khéo léo. Trong số một số giống chúng tạo ra có tên là shi-chin-ya-tze, hoặc còn gọi là "vịt mười pound". Năm 1872, một số giống thủy cầm thuộc loại này đã được Walter Steward nhập khẩu vào Anh Quốc, những loài khác được đưa đến Hoa Kỳ bởi James E. Palmer, nơi chúng đã phát triển giống vịt Bắc Mỹ đến Đức từ Anh, có thể qua Pháp.
Ở Đức, vịt Trung Quốc được lai tạo trực tiếp với vịt trắng được mang từ Nhật Bản bằng tàu Hà Lan, dẫn đến giống vịt có góc nghiêng cơ thể, tạo độ đốc khi đứng, những cá thể được đưa đến Hoa Kỳ đã được lai với các giống vịt Aylesbury, dẫn đến các giống thủy cầm này có hình dáng cơ thể theo phương nằm ngang hơn. Ở Anh như ở Đức, các nhà lai tạo vào đầu thế kỷ XX có xu hướng lựa chọn một vị trí cơ thể thẳng đứng. Giống vịt hiện đại của Anh xuất phát chủ yếu từ các giống thủy cầm nhập khẩu từ Đức từ khoảng năm 1970. Vịt Bắc Kinh- Đức được liệt kê là "bị đe dọa nghiêm trọng" trong danh sách Rote Liste của Gesellschaft zur Erhaltung thay đổi und gefährdeter Haustierrassen, một hiệp hội quốc gia Đức về bảo tồn các giống vật nuôi mang tính lịch sử và đang bị đe dọa. Ở Anh, nó được coi là "dễ bị tổn thương". 

## Đặc điểm
Vịt Pekin là con vịt nhà rậm lông; bộ lông chúng có màu trắng kem với màu vàng nhạt. Mỏ có màu ngắn và màu cam. Cơ thể rộng và nặng, và được cấu trúc gần như thẳng đứng. Ở Vương quốc Anh, những con vịt đực nặng khoảng 4,1 kg và vịt mái khoảng 3,6 kg, trong khi ở Đức vịt đực (vịt trống) nặng khoảng 3,5 kg và vịt mái khoảng 3 kg. vịt Bắc Kinh Đức được dự định là một con vịt lấy thịt, được nuôi bằng thịt của nó. Ở Đức nó đã không được giữ cho sản xuất nông nghiệp kể từ khoảng thời gian của Chiến tranh thế giới thứ hai, và là một chương trình gia cầm. Vịt đẻ khoảng 80 quả trứng mỗi năm; những quả trứng nặng khoảng 80g